# Oswald Galle

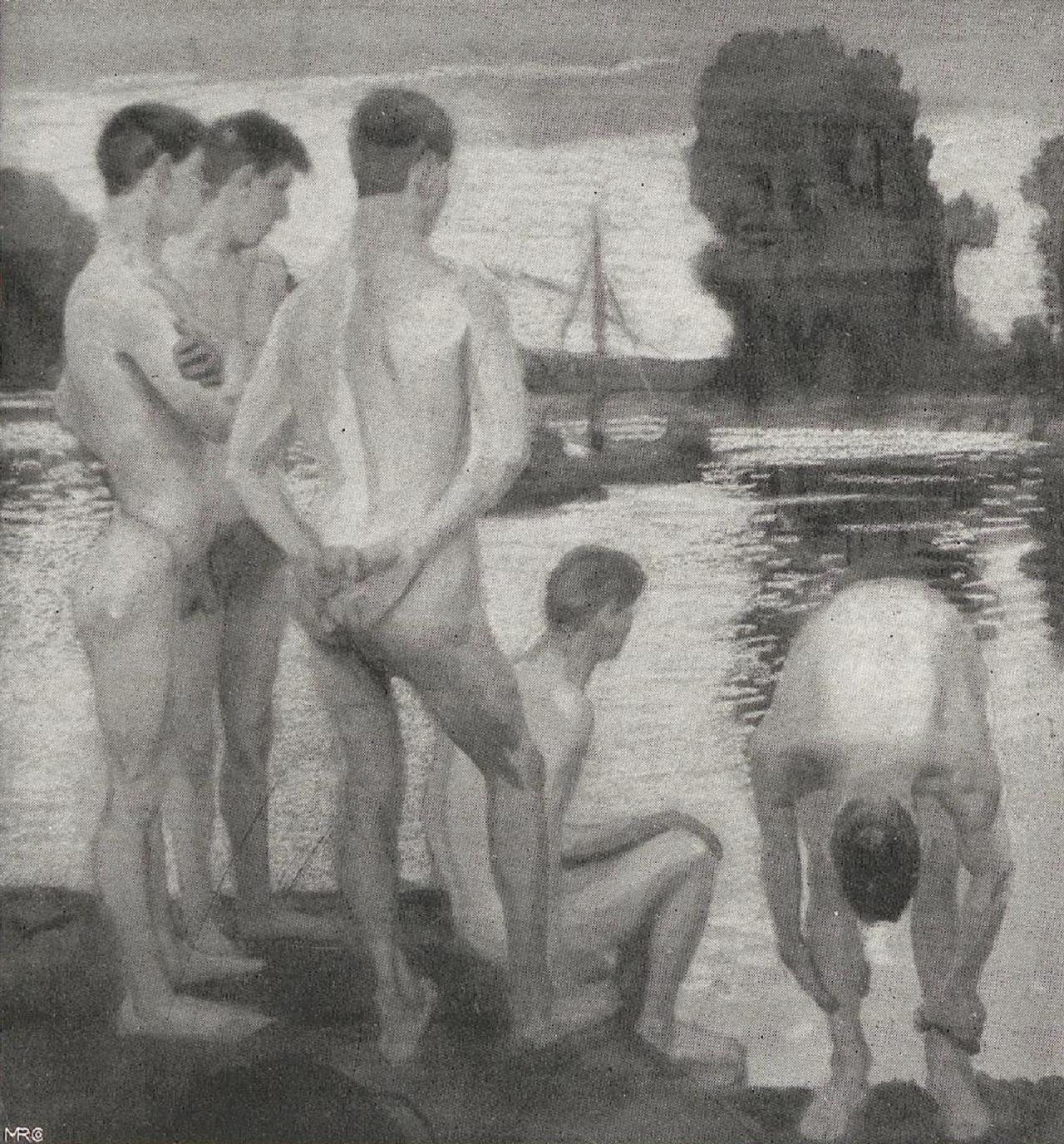
Oswald Galle: Am Ufer

Carl Oswald Galle (* 26. April 1868 in Dresden; † 18. September 1935 ebendort) war ein deutscher Maler und Plastiker.

## Leben und Wirken
Oswald Galle machte zunächst eine 4-jährige Ausbildung als Holzbildhauer in Dresden und besuchte dann die Kunstgewerbeschule, wo er unter Donadini lernte. 1893 trat er in die Dresdner Kunstakademie ein. Hermann Prell, für den er später als Ateliersschüler arbeitete, war seit Ende 1894 sein Lehrmeister. Nach der Auszeichnung mit der großen silbernen und der kleinen goldenen Medaille erhielt er für die Jahre 1901 und 1902 ein akademisches Reisestipendium, das er für eine Reise nach Italien nutzte. In den Jahren darauf lebte er als freier Künstler in Dresden und Berlin-Friedenau.
Galle malte vor allem männliche Akte in freier Natur. Seine bekanntesten Werke sind Bogenschützen von 1904, Männergruppe von 1912 sowie Am Ufer und In der Badeanstalt von 1913. Für das Realgymnasium Blasewitz fertigte er 1913 ein Wandgemälde mit dem Titel Bilder aus dem Leben griechischer Jünglinge an, das als eines seiner Hauptwerke gilt. Von seinen plastischen Arbeiten zeugt ein Knabenrelief aus Marmor von 1903. Seine Reise nach Italien ist durch mehrere Aquarelle dokumentiert.
Oswald Galle gehörte bis 1913 der Berliner Secession und danach der Freien Secession an. Werke von ihm waren auf der Ersten Ausstellung der Freien Secession Berlin 1914 im Ausstellungshaus am Kurfürstendamm zu sehen.